# Marionina miniampullacea
Marionina miniampullacea är en ringmaskart som beskrevs av Shurova 1978. Marionina miniampullacea ingår i släktet Marionina och familjen småringmaskar. Inga underarter finns listade i Catalogue of Life.